# Serial Butcher
Serial Butcher ist eine belgische Death-Metal-Band aus Gent, die im Jahr 1995 gegründet wurde, sich 2000 auflöste und im selben Jahr neu gegründet wurde.

## Geschichte
Die Band wurde im Jahr 1995 vom Gitarristen Hendrik und dem Schlagzeuger Nico gegründet. Es folgte ein erstes Demo, das im Jahr 1997 veröffentlicht wurde. Zu dieser Zeit spielte die Gruppe etwa zwei bis drei Auftritte im Monat. Dabei spielte die Band als Vorgruppe für Bands wie Loudblast, Natron, Suffocation und Aborted. Es folgten Das Demo Exhumed Rotting im Jahr 1998, wobei die Aufnahmen hierfür im selben Jahr in den Midas Studios in Lokeren stattfanden. Nach den Aufnahmen verließ der Bassist Bob die Band. Als Ersatz kam Bassist Peter zur Band, während Tim als neuer Sänger zur Band kam. Die Band löste sich jedoch im Jahr 2000 auf. Nico, Hendrik und Sänger Steven beschlossen jedoch kirz darauf die Band neu zu gründen. Sie veröffentlichten daraufhin im Jahr 2001 das Demo Butchers Forever. Im Januar 2003 unterzeichnete die Band einen Vertrag bei dem US-amerikanischen Label Deepsend Records für die Veröffentlichung der EP Genocide Landscape. Die Aufnahmen hierfür fanden unter der Leitung von Kris Belaen (Aborted, In-Quest) statt. Es folgten mehrere Besetzungswechsel: Koen Van Goethem kam als neuer Bassist zur Band, während Kurt „Monie“ Termonia als Sänger zur Band kam. Im April 2004 kam Gijs Cielen als Gitarrist zur Band. Ende 2008 nahm die Band das Album A Crash Course in Cranium Crushing auf. Das Album wurde innerhalb von zwei Wochen im schwedischen Berno Studio aufgenommen, wobei Henrik Larsson (The Haunted, Amon Amarth, Vomitory) als Produzent tätig war. Ein Demo, das drei Lieder umfasste, wurde vorab veröffentlicht. Daraufhin erreichte die Band einen Vertrag für die Veröffentlichung von zwei Alben bei Unique Leader Records. A Crash Course in Cranium Crushing erschien bei diesem im Jahr 2010.

## Diskografie
- 1997: Demo Tape (Demo, Eigenveröffentlichung)
- 1998: Exhumed Rotting (Demo, Eigenveröffentlichung)
- 2001: Butchers Forever (Demo, Eigenveröffentlichung)
- 2004: Genocide Landscape (EP, Deepsend Records)
- 2007: Serial Butcher Anthology 97/98 (Kompilation, Deathwake Records)
- 2010: A Crash Course in Cranium Crushing (Album, Unique Leader Records)